# La Panthère rose : Passeport pour le danger
La Panthère rose : Passeport pour le danger (The Pink Panther: Passport to Peril) est un jeu d'aventure en point'n click. Le jeu est développé par Wanderlust Interactive et est sorti en 1996 en Amérique du Nord et l'année suivante en Europe.

## Synopsis
L'Inspecteur Jacques Clouseau envoie la Panthère rose au camp de vacances pour enfants ChillyWawa. Sa mission est de protéger le camp et les enfants d'une mystérieuse menace. Peu après son arrivée, les enfants affirment détester leur séjour et se comportent étrangement. Afin de résoudre ce mystère, la Panthère parcourt différents pays du monde : l’Égypte, l'Angleterre, la Chine, le Bhoutan, l'Inde et l'Australie.